# Luigi Gatti (restauratér)
Gaspare Antonio Pietro „Luigi“ Gatti (3. ledna 1875 Montalto Pavese, Lombardie – 15. dubna 1912 RMS Titanic, severní Atlantik) byl italský podnikatel a restauratér, známý především jako manažer restaurace À la Carte na lodi RMS Titanic, která uspokojovala poptávku cestujících, pro něž nebyly služby první třídy dostatečně exkluzivní.

## Raný život
Narodil se 3. ledna 1875 v Montalto Pavese v tehdejším Italském království. Byl jedním ze sedmi dětí Paola Gattiho, místního radního a magistrátního úředníka, a Marie Nascimbene.

## Osobní život
V roce 1902 se oženil v St Luke's v Hammersmithu s Edith Kate Cheese, dcerou stevarda Williama Jamese Cheese a jeho ženy Emily z Chelsea. V roce 1904 se jim narodil syn Luigi Victor „Vittorio“. V roce 1902 žili v Hammersmithu, v roce 1911 na Great Titchfield Street v Marylebone v Londýně a v roce 1912 v Southamptonu.

## Kariéra
Vlastnil a provozoval dvě restaurace v Londýně, Gatti's Adelphi a Gatti's Strand.

## Restaurace na lodíchOlympicaTitanic

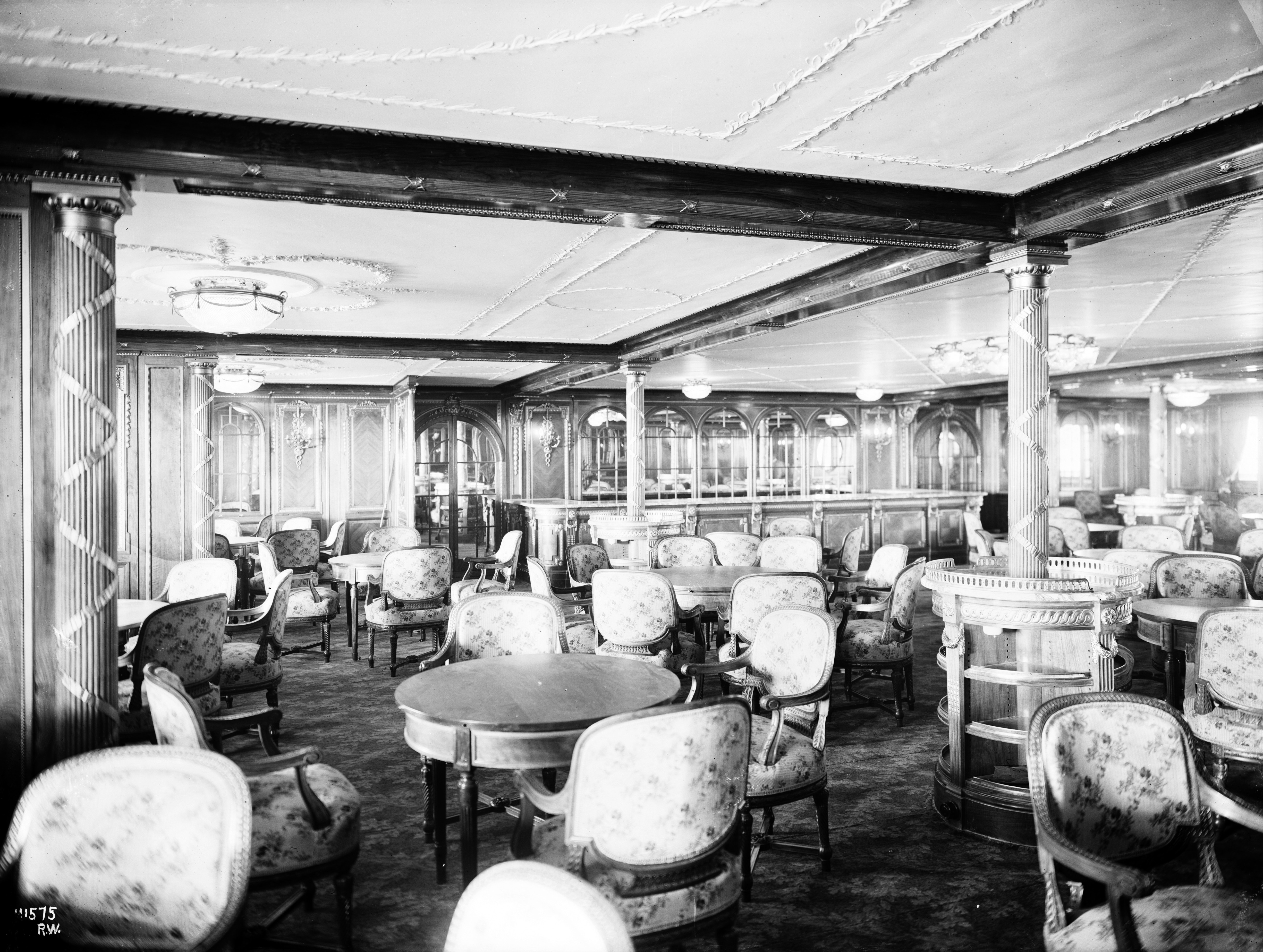
Restaurace À la Carte na palubě lodi RMS Olympic, velmi podobná její sesterské lodi Titanic

Již dříve provozoval restauraci À la Carte na lodi RMS Olympic. Díky jejímu úspěchu byla restaurace À la Carte na Titanicu ještě větší, měla více než 150 míst a více než 60 zaměstnanců, většinou Italů a Francouzů. Ti byli zaměstnáni přímo u něj, jakožto provozovatele těchto restaurací formou koncese. On i jeho šéfkuchař původně pracující na Olympicu se rozhodli účastnit první plavby Titanicu, aby zajistili úspěch nové restaurace.
Pouze cestující první třídy byli připuštěni – museli si rezervovat stoly předem a zaplatit příplatek k jízdnému v první třídě, který zahrnoval plnou penzi v jídelně první třídy. Ještě v 90. letech 19. století nepovažovali někteří příslušníci vyšších tříd, zejména šlechta a „staré peníze“, stolování na veřejnosti za společensky přijatelné, a tak se považovalo za nutné cestující první třídy ještě více rozdělit. K dispozici byla také recepce pro nápoje před večeří a kavárna Café Parisien, která měla oslovit Američany. V restauraci À la Carte se používal jiný porcelán a stříbrné talíře než v hlavní restauraci první třídy.

## Smrt
Zahynul při potopení Titanicu v brzkých ranních hodinách dne 15. dubna 1912. Jeho tělo bylo nalezeno lodí CS Minia mezi 26. dubnem a 6. květnem 1912 a uloženo na hřbitově Fairview v Halifaxu v provincii Nové Skotsko v Kanadě.